# Dominican Republic International 2003
Die Dominican Republic International 2003 im Badminton fanden vom 7. bis zum 10. Juli 2003 in Santo Domingo statt. 

## Medaillengewinner
| Disziplin    | Gold                              | Silber                              | Bronze                             |
| ------------ | --------------------------------- | ----------------------------------- | ---------------------------------- |
| Herreneinzel | Jens Roch                         | Marco Vasconcelos                   | Arturo Ruiz López                  |
| Herreneinzel | Jens Roch                         | Marco Vasconcelos                   | Nabil Lasmari                      |
| Dameneinzel  | Miyo Akao                         | Anu Weckström                       | Denyse Julien                      |
| Dameneinzel  | Miyo Akao                         | Anu Weckström                       | Nigella Saunders                   |
| Herrendoppel | Vincent Laigle Svetoslav Stoyanov | José Antonio Crespo Sergio Llopis   | Guilherme Kumasaka Guilherme Pardo |
| Herrendoppel | Vincent Laigle Svetoslav Stoyanov | José Antonio Crespo Sergio Llopis   | Mike Beres Kyle Hunter             |
| Damendoppel  | Helen Nichol Charmaine Reid       | Ragna Ingólfsdóttir Sara Jónsdóttir | Caroline Kessler Patricia Oelke    |
| Damendoppel  | Helen Nichol Charmaine Reid       | Ragna Ingólfsdóttir Sara Jónsdóttir | Denyse Julien Anna Rice            |
| Mixed        | José Antonio Crespo Dolores Marco | Philippe Bourret Denyse Julien      | William Milroy Helen Nichol        |
| Mixed        | José Antonio Crespo Dolores Marco | Philippe Bourret Denyse Julien      | Charles Pyne Nigella Saunders      |